# Dream Fighter
Dream Fighter (Dream Fighter?) è il tredicesimo singolo del trio j-pop giapponese Perfume. È stato pubblicato il 19 novembre 2008 dall'etichetta major Tokuma Japan Communications.
Il singolo è stato stampato in due versioni in confezione jewel case: una special edition con DVD extra ed una normal edition con copertina diversa.

## Tracce
Tutti i brani sono testo e musica di Yasutaka Nakata.

Dopo il titolo è indicata fra parentesi "()" la grafia originale del titolo.
1. Dream Fighter (Dream Fighter?) - 4:54
2. Negai (願い?) - 4:49
3. Dream Fighter -Original Instrumental- (Dream Fighter -Original Instrumental-?) - 4:54
4. Negai -Original Instrumental- (願い -Original Instrumental-?) - 4:49

### DVD
1. Dream Fighter (Dream Fighter?); videoclip

## Altre presenze
- Dream Fighter:
  - 08/07/2009 - ⊿
- Negai
  - 08/07/2009 - ⊿

## Formazione
- Nocchi - voce
- Kashiyuka - voce
- A~chan - voce